# August Krüger
August Heinrich Krüger född 23 juni 1822 i Göldenitz i Sachsen-Lauenburg, död 20 september 1896 i Göteborg, var en tyskfödd arkitekt och byggmästare.

## Biografi
Krüger började sin verksamhet i Danmark, men till följd av de politiska förhållandena flyttade han till Sverige i slutet av 1840-talet. Han startade firma i Göteborg och snart anslöt kompanjonen Johan August Westerberg. Firman växte och Krüger räknades snart  som en av Västsveriges större byggmästare. I Göteborgsområdet utarbetade han själv ritningarna till Göteborgs synagoga (1855). Han vann tillbyggnaden av Göteborgs bank på Drottninggatan 11 (1861) och Askims kyrka 1878–1879. I Vänersborg ritade han stadshuset (1869), länslasarettet (1876), vattentornet (1882) och flickskola (1885) och Vänersborgs museum (1885).
August Krügers två söner, Georg Krüger (1847–94) och Ernst Krüger (1859–1926), anslöt sig 1891 till firman och det nya namnet blev A. Krüger & Son. Den lever ännu idag vidare som AKOS Arkitekter & Ingenjörer.

## Byggnadsverk i urval
- Drottninggatan 72/Stora Nygatan 5, Göteborg (1853)
- Göteborgs synagoga, Göteborg (1855)
- Kungsportshuset (fd. Restaurang Gamle Port), Östra Larmgatan 18, Göteborg (1856)
- Västra Hamngatan 24-26, Göteborg (1863)
- Lindbergska huset, Järntorget 2-4, Göteborg (1865)
- Askims kyrka, Askim (1879)
- Vänersborgs museum, Vänersborg (1885)

## Bilder

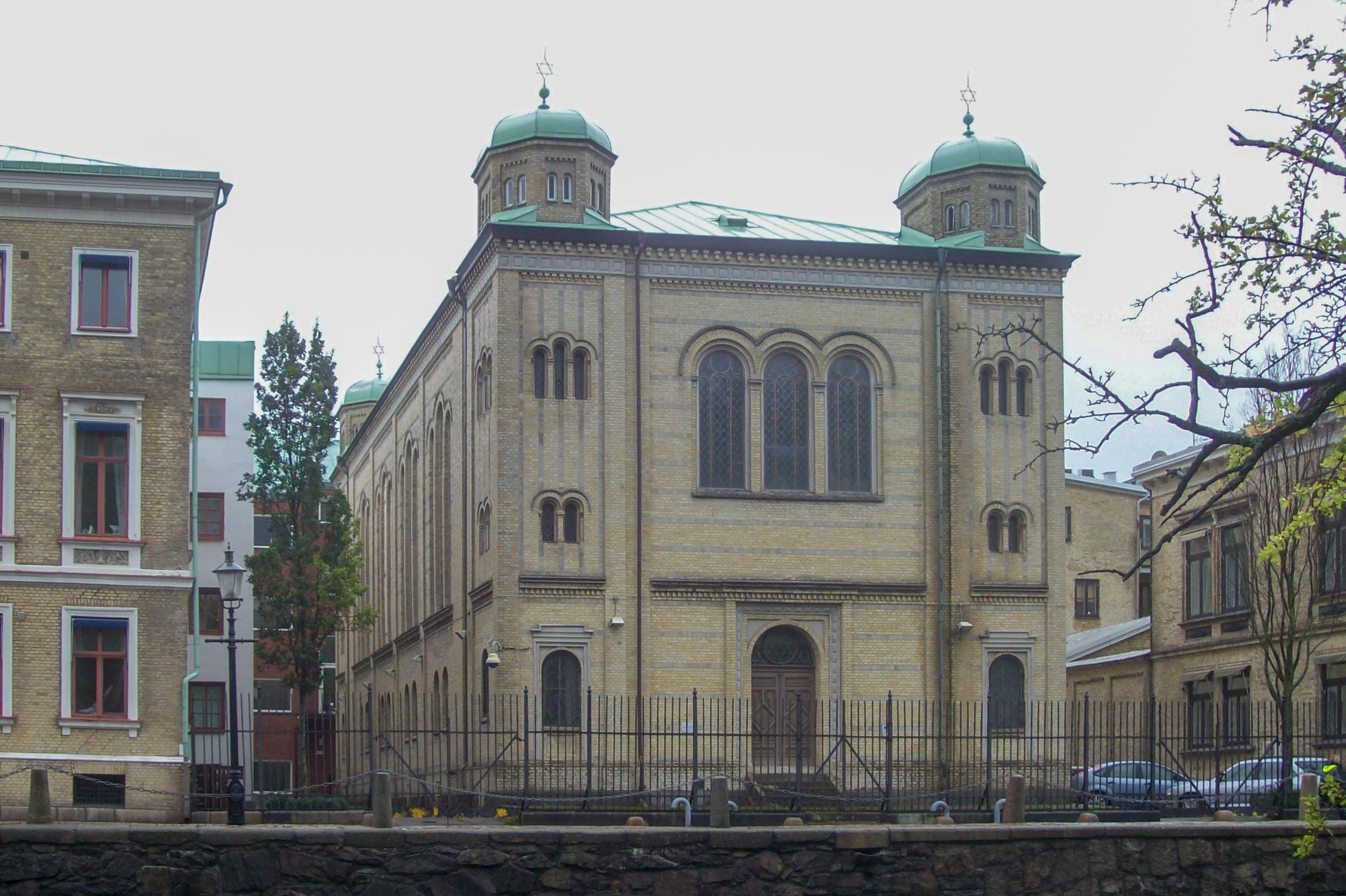
Synagogan i Göteborg.
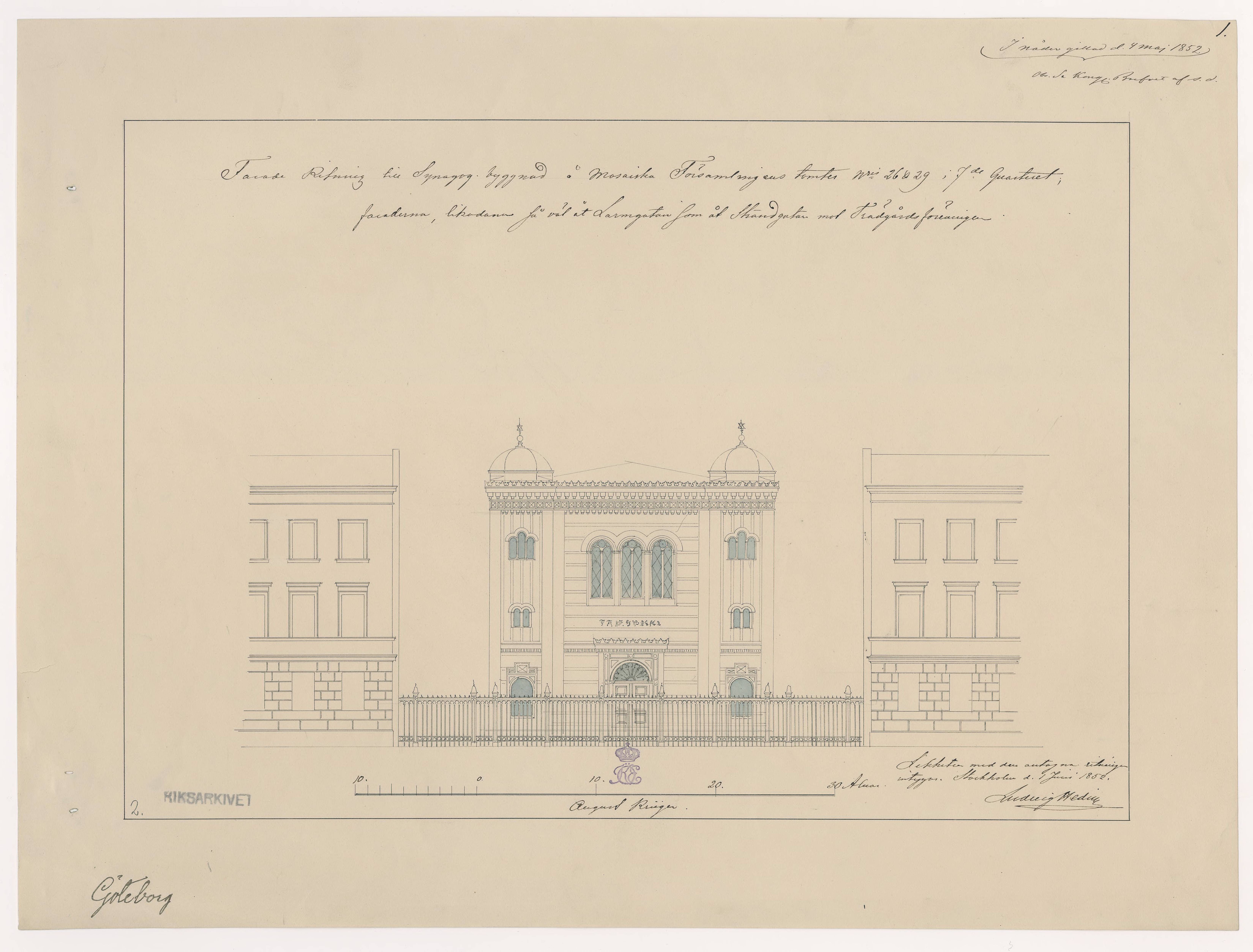
Ritning av Göteborgs synagogas entréfasad.
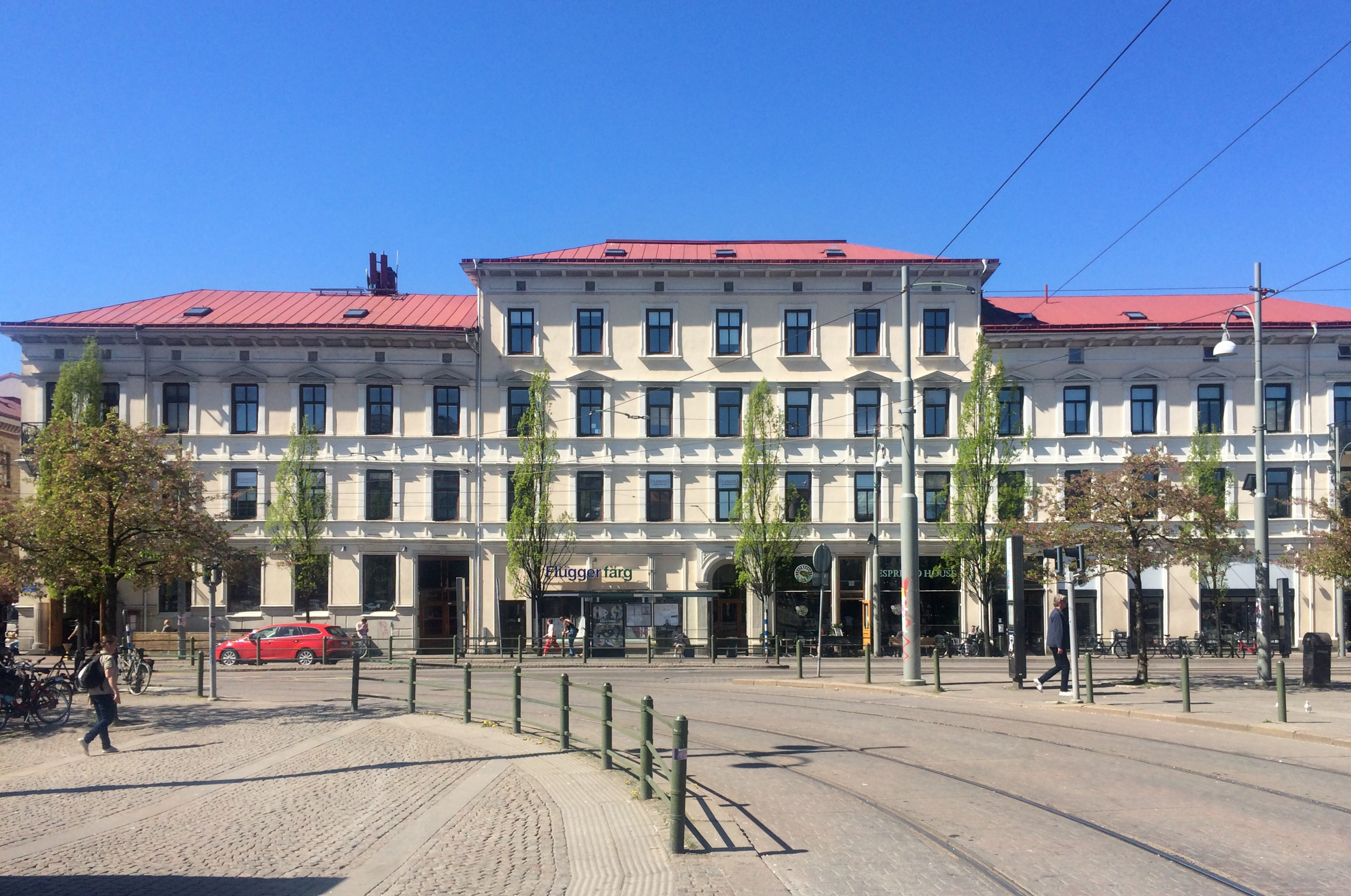
Lindbergska huset, Göteborg
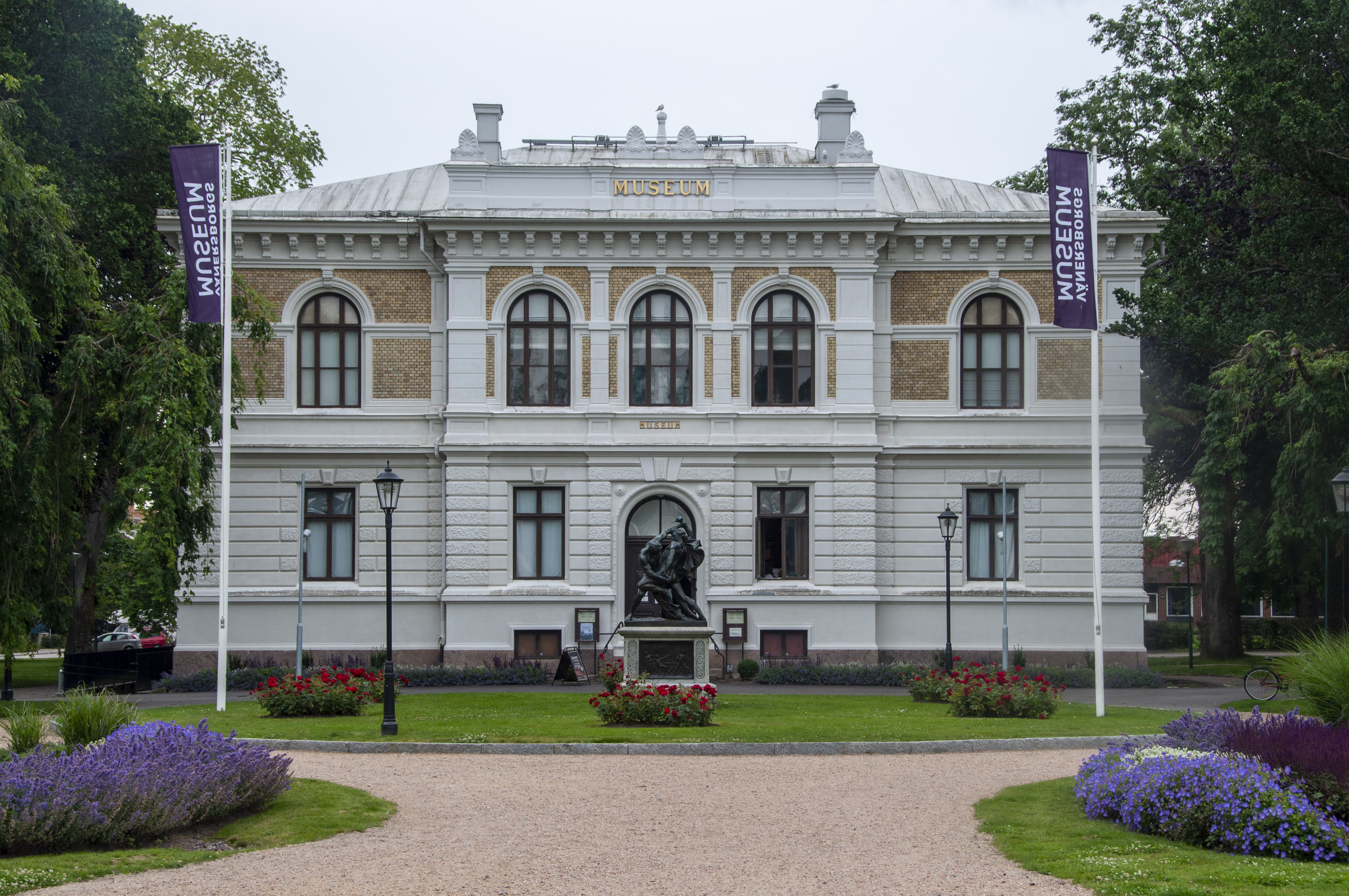
Vänersborgs museum.
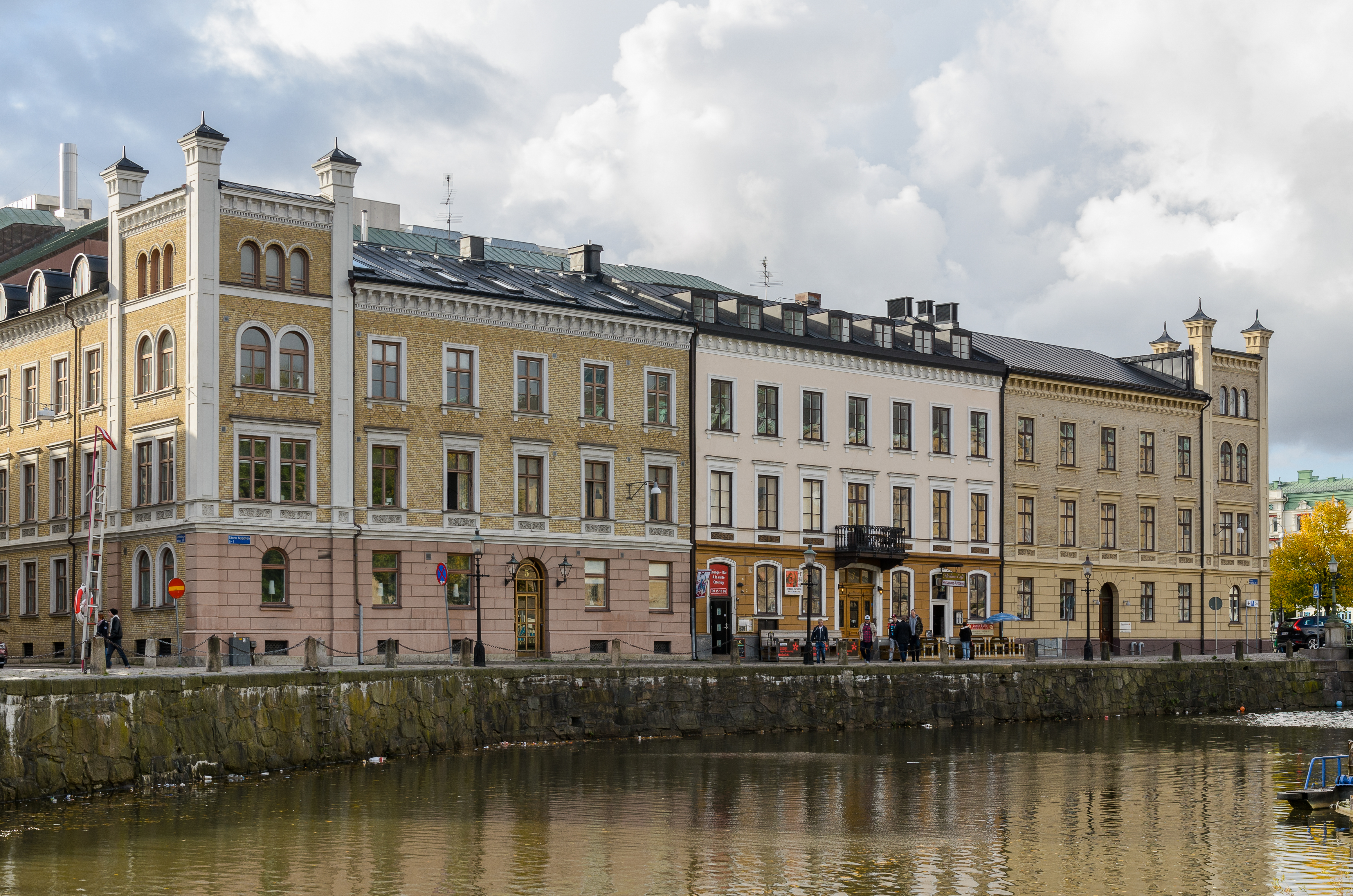
Kvarteret Slusskvarnen, Göteborg
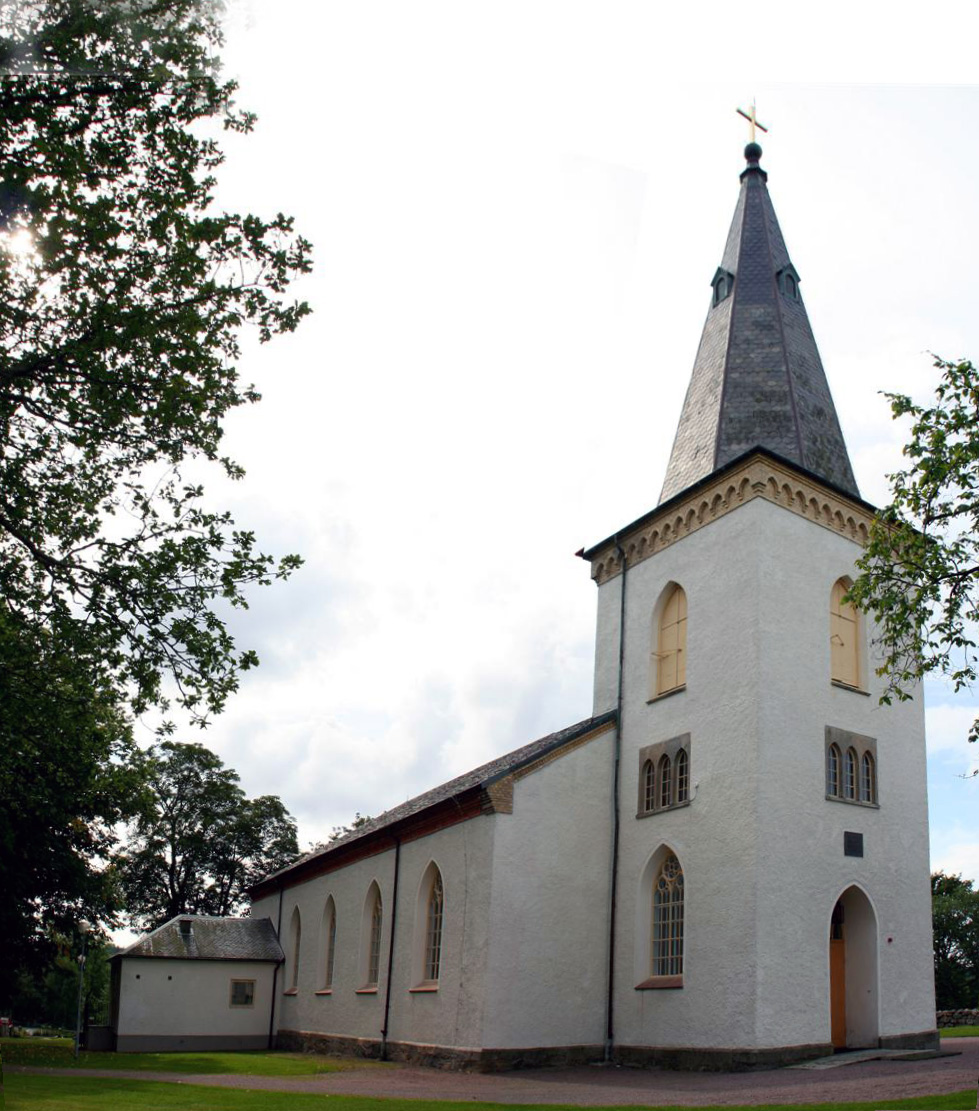
Askims kyrka